# Манхэттенский мост
Манхэ́ттенский мост (англ. Manhattan Bridge) — висячий мост, пересекающий Ист-Ривер и соединяющий районы Нью-Йорка Манхэттен и Бруклин (США). Общая длина моста составляет 2089 метров. Длина основного пролёта — 451 метр, а длина подвесных тросов — 983 метра.
Расположен между Бруклинским и Вильямсбургским мостами. Строительство началось в 1901 году и 31 декабря 1909 года мост был открыт для движения. Манхэттенский мост спроектирован  Леоном Моисеевым, который позднее спроектировал Такомский мост, разрушившийся в 1940 году. Манхэттенский мост — двухъярусный. На верхнем ярусе находится проезжая часть для легкового транспорта. По нижнему уровню проходят маршруты B, D, N и Q нью-йоркского метро (4 железнодорожных пути), а также имеются тротуары для пешеходов и велосипедные дорожки. Это один из четырех бесплатных автомобильных мостов, соединяющих Манхэттен с Лонг-Айлендом.

## История
Когда мост только открылся, его железнодорожные пути не сообщались ни с какими другими.
В 1912 году несколько компаний (Manhattan Bridge Three Cent Line и Brooklyn and North River Railroad (англ.), а также две трамвайные компании) начали строительство этих путей сообщения до прихода компании Brooklyn Rapid Transit Company (англ., позже — Brooklyn–Manhattan Transit Corporation (англ.)), которая также имела по две железнодорожные линии на Бруклинском и Вильямсбургском мостах.
Железнодорожная сеть была закончена на мосту в 1915 году, и вагоны ходили по верхнему уровню до 1929 года, когда сообщение было прекращено.
Бруклинская сторона путей оставалась неизменной со времени открытия метро на мосту.
Эти пути всегда были задействованы благодаря четырёхполосному соединению с линией Четвёртой авеню. Однако на манхэттенской стороне два северных пути первоначально соединялись с линией Бродвея (где сейчас соединяются южные пути), в то время как два южных пути изгибались к югу, чтобы соединить Чеймберс-стрит с линией Нассо-стрит. Эти пути были разъединены и сейчас используются для отстоя вагонов.
26 ноября 1931 года было открыто соединение южной части Чеймберс-стрит с тоннелем Монтегю-стрит.
Появились две новые станции (Брод- и Фултон-стрит) и изменены маршруты поездов на южной стороне моста.
Впоследствии движение на этой стороне моста стало относительно небольшим, как только здесь стали ходить составы «денежных поездов», которые проходили либо по линии Си-Бич, либо по линии Четвёртой авеню, далее через Манхэттенский мост или тоннель Монтегю-стрит в Манхэттен, и потом возвращались в Бруклин противоположным путём.
Параллельно со строящимся соединением Кристи-стрит (открыто 26 ноября 1967 года) для соединения с северными путями, южные пути были соединены с линией Бродвея, а соединяющиеся с линией Нассо-стрит пути были закрыты и впоследствии разобраны. Данное сообщение открыло новую станцию Гранд-стрит, а также появилось скоростное сообщение на линии Шестой авеню.
Маршрут B был пущен через это новое сообщение по линии Уэст-Энд в Бруклин, чтобы заменить маршрут T, в то время как маршрут D был перенаправлен с линии Калвер на линию Брайтон через мост.
Маршруты N (линия Си-Бич) и Q (линия Брайтон) используют южную сторону моста для связи с Бродвеем.
С тех пор как линии были проложены по наружной части моста, прохождение поездов вызывало колебания моста, которые становились всё более заметными по мере того, как поезда становились всё длиннее и тяжелее.
Департаменту транспорта Нью-Йорка не удалось поддержать мост в должном состоянии, и пути были закрыты для ремонта начиная с 1986 года.
Были заблокированы пути, которые проходили по мосту, и сокращено количество проходящих между Манхэттеном и Бруклином поездов.
Северные пути, которые наиболее интенсивно использовались, были закрыты первыми.
Это ограничение разделило маршруты B и D на две секции (поезда из Бронкса и Верхнего Манхэттена ограничивались 34-й стрит, таким образом приостанавливая скоростное сообщение с Шестой авеню, в то время как поезда из секции Бруклина были перенаправлены на Бродвей через скоростную и южную сторону моста) и перенаправило маршрут N через тоннель Монтегю-стрит.
В декабре 1988 года северные пути были вновь открыты и одновременно закрыты южные пути, затрагивая маршруты B и D, перенаправляя маршрут Q на Шестую авеню и приостанавливая скоростное сообщение на линии Бродвея.
После 18-месячного простоя, нью-йоркские транспортные власти и политики надавили на Департамент транспорта Нью-Йорка, чтобы те вновь запустили маршрут N на южной стороне моста к 30 сентября 1990 года, несмотря на предупреждения инженеров, которые утверждали, что конструкция моста ненадёжна и капитальный ремонт должен быть закончен.
27 декабря государственные инспекторы были вынуждены вновь перенаправить сообщение с южной стороны моста через тоннель после того, как обнаружили разъеденные опоры моста и недостающие стальные балки.
После спорного увольнения городского уполномоченного представителя по проблемам моста Дэвида Штейнбергера и его ассистента Дэвида Бронштейна транспортным уполномоченным Люциусом Риккио после этого закрытия, Нью-Йоркский совет Транспортного комитета изучил вопрос о поспешной готовности запустить подземное сообщение на южной стороне Манхэттенского моста (а заодно и безопасность всех мостов Нью-Йорка) и связал это с нерасположением Риккио и мэра Дэвида Динкинса. Они установили, что испытываемый Департаментом Транспорта и Транспортными властями недостаток средств при совместном освидетельствовании моста оказали большое содействие в ухудшении его состояния.
Изначально датой открытия сделали 1995 год. В этом же году в момент наименьшего движения северная сторона моста была закрыта на 6 месяцев; маршрут Q был перенаправлен на Бродвей, сокращено сообщение маршрута D с Бруклином и B с Манхэттеном. Южная сторона моста была окончательно открыта 22 июля 2001 года, в связи с чем северная сторона была вновь закрыта, возвращая маршрут Q на Бродвей (таким образом возвращая скоростное сообщение на этот маршрут).
Был введён новый маршрут W (который проходил по линии Уэст-Энд) и сокращено сообщение маршрутов B и D с Бруклином. Южная сторона была закрыта в выходные с апреля по ноябрь 2003 года, перенаправляя маршрут Q через тоннель Монтегю-стрит.
22 февраля 2004 года северная сторона моста была вновь открыта и все четыре маршрута были задействованы одновременно впервые за 18 лет.
Маршруты B и D вернулись в Бруклин, но переключены их южные части (маршрут B на линию Брайтон и D на линию Уэст-Энд), прежний маршрут N вновь стал использоваться для путешествий, а маршрут W более не направлялся в Бруклин.
В октябре 2009 года мост праздновал 100-летний юбилей, в ходе которого Нью-Йоркская Комиссия столетия моста (англ. New York City Bridge Centennial Commission) организовала ряд праздничных событий и выставок, также включавших церемониальный парад по Манхэттенскому мосту утром 4 октября и фейерверк вечером.
В 2009 году Американским строительным сообществом (англ.) мост включён в Список исторических инженерных памятников (англ.).

## Метрополитен
Через мост проходят четыре маршрута метро.
Маршруты N и Q, проходящие по южной стороне моста, следуют в Манхэттен через станцию Канал-стрит на линии Бродвея, а маршруты B и D, проходящие по северной стороне моста, — через станцию Гранд-стрит.
На стороне Бруклина все эти маршруты приходят на станцию Декалб-авеню.
В течение 18 лет (с 1986 по 2004) то одни, то другие линии закрывались на ремонт в связи с повреждением конструкции моста.

## Галерея
- Манхэттенский мост вечером
- Манхэттенский мост ночью
- Вид на Манхэттенский мост со стороны Ист-Ривер
- Вид на Манхэттенский мост со стороны Вашингтон-стрит, Бруклин
- Нижний уровень